# Barum (Uelzen)
Barum is een gemeente in de Duitse deelstaat Nedersaksen. De gemeente maakt deel uit van de Samtgemeinde Bevensen-Ebstorf in het Landkreis Uelzen. Barum telt 751 inwoners.
Tot de gemeente behoort ook het 300 à 400 inwoners tellende, meer oostelijk gelegen, dorpje Tätendorf-Eppensen, dat aan de Bundesstraße 4 ligt.
Barum is overwegend een boeren- en woonforensendorp. Het ligt op anderhalve kilometer ten westen van de Bundesstraße 4 en 12 km ten noorden van de stad Uelzen.
Te Barum staat de evangelisch-lutherse Sint-Joriskerk (Georgskirche), met in het interieur een markant, 17e-eeuws altaarstuk.

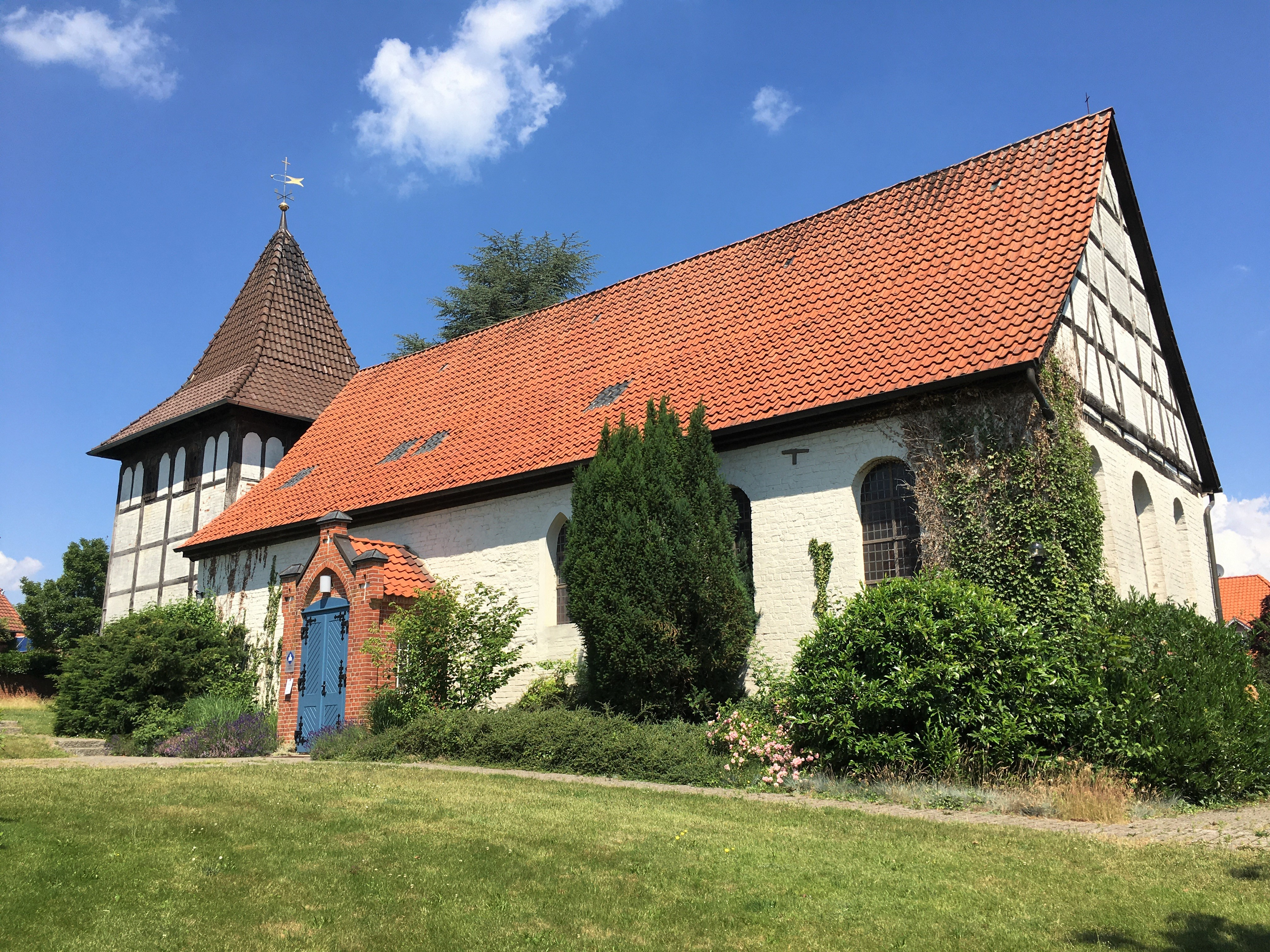
Sint-Joriskerk, Barum
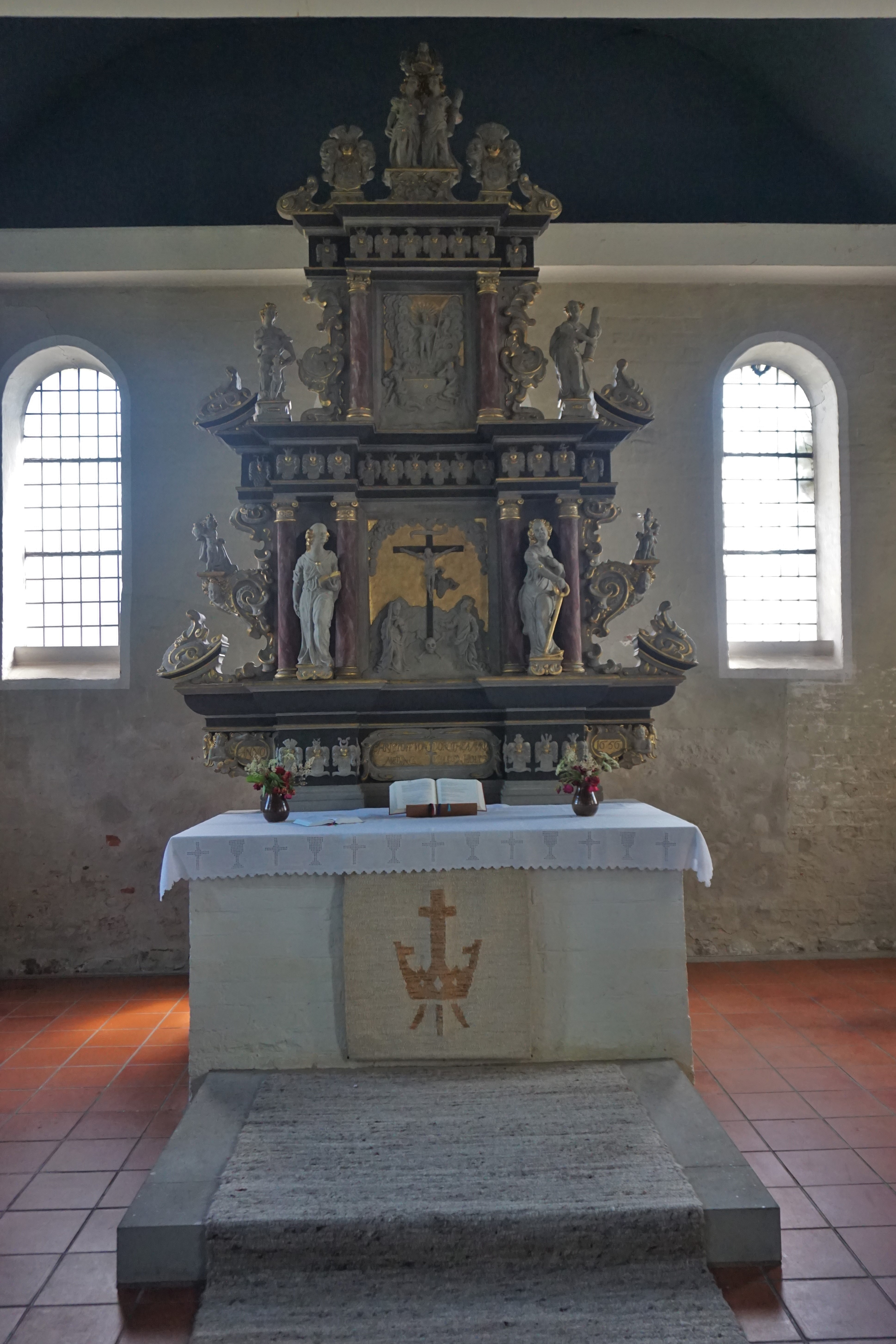
Altaar in deze kerk
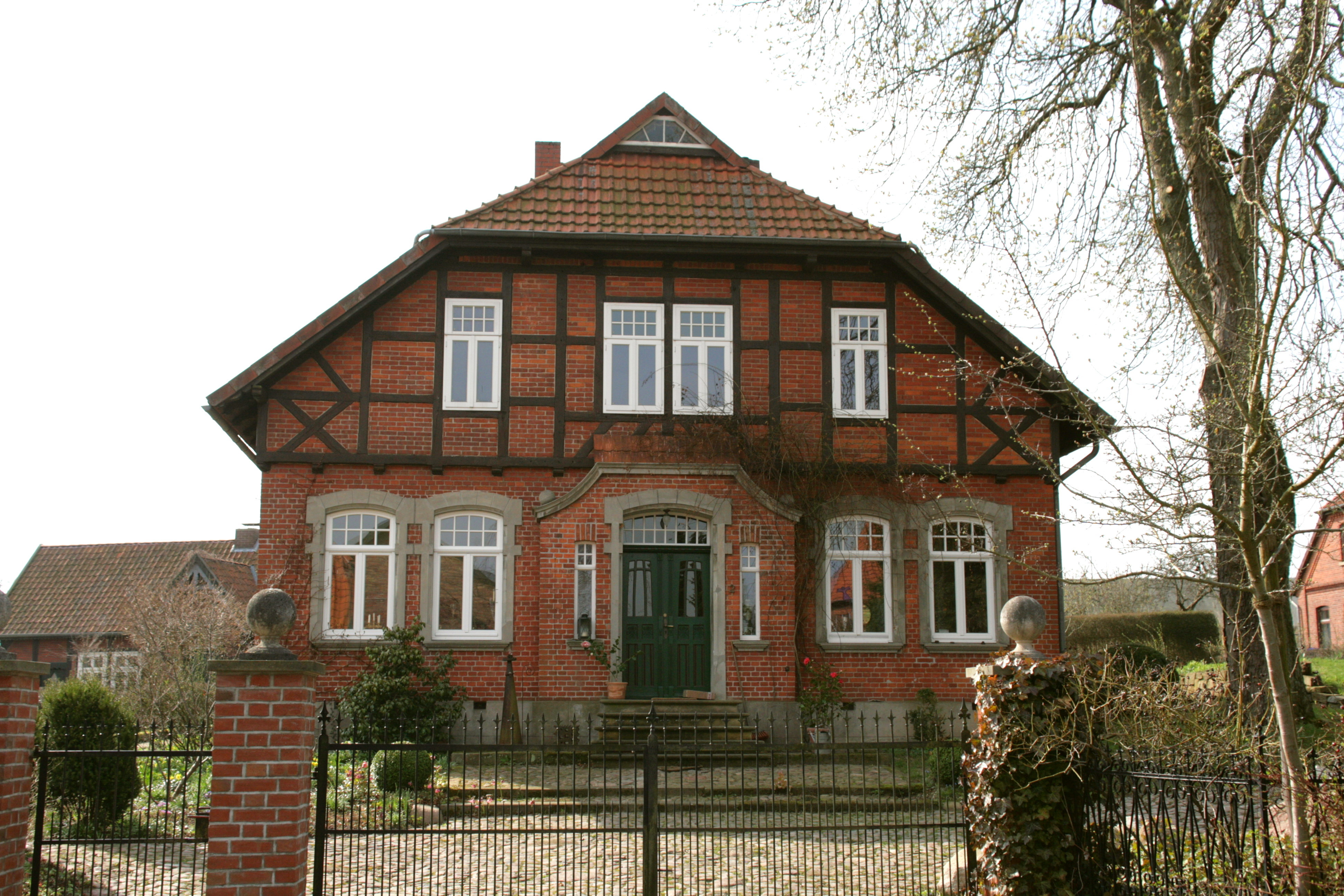
Traditioneel huis

Altenmedingen · 
Bad Bevensen · 
Bad Bodenteich · 
Barum · 
Bienenbüttel · 
Ebstorf · 
Eimke · 
Emmendorf · 
Gerdau · 
Hanstedt · 
Himbergen · 
Jelmstorf · 
Lüder · 
Natendorf · 
Oetzen · 
Rätzlingen · 
Römstedt · 
Rosche · 
Schwienau · 
Soltendieck · 
Stoetze · 
Suderburg · 
Suhlendorf · 
Uelzen · 
Weste · 
Wrestedt · 
Wriedel